# Montalembert (priimek)
Montalembert je priimek več oseb:
- Jean Montalembert, francoski general
- Marc Montalembert, francoski general